# James Harding (journaliste)
Pour les articles homonymes, voir Harding.
James Harding est un journaliste britannique, né en 1969 à Londres.
Il est le rédacteur en chef du Times de 2007 à 2012, le directeur de BBC News de 2013 à 2017 et l'un des fondateurs du média en ligne Tortoise en 2019, dont il est depuis le rédacteur en chef.

## Biographie
James Harding naît en 1969 à Londres. II est le petit-fils d'un réfugié juif allemand. Il grandit au nord-ouest de la capitale anglaise.
Il suit sa scolarité à la St Paul's School, puis fait des études d'histoire au Trinity College de Cambridge. Après avoir appris le japonais, il rédige des discours pour Koichi Kato (en), alors secrétaire général du cabinet du Japon. Il travaille de 1993 à 1994 pour la Commission européenne, dans l'unité chargée des relations avec le Japon.
Il rejoint ensuite le Financial Times comme reporter, suivant en cours d'emploi le cours postgrade de journalisme de la City University. Il y est correspondant pour la Chine de 1996 à 1999. Il y ouvre un bureau à Shanghai et apprend également le chinois. Il est rédacteur en chef du groupe des médias du Financial Times de 1999 à 2002, puis est nommé chef du bureau de Washington. En 2005, il est nommé chef de la rubrique des affaires du Financial Times, puis en 2007 rédacteur en chef du Times, devenant à l'âge de 38 ans le plus jeune rédacteur en chef de l'histoire du journal et le premier juif. Il démissionne en décembre 2012.
Il est nommé directeur de BBC News en avril 2013, pour une prise de poste en août. Il y succède à Helen Boaden (en). Il démissionne en octobre 2017 pour le mois de janvier suivant.
Il est l'un des fondateurs du média en ligne Tortoise en 2019, dont il est depuis le rédacteur en chef,. Ce média se réclame du journalisme lent (en).

## Publication
- (en) Alpha Dogs: The Americans Who Turned Political Spin into a Global Business, New-York, Farrar, Straus and Giroux, 2009, 272 p. (ISBN 978-0374531751)